# Stetsonville, Wisconsin
Stetsonville là một làng thuộc quận Taylor, tiểu bang Wisconsin, Hoa Kỳ. Năm 2006, dân số của làng này là 563 người.